# 山崎好美
山崎 好美（やまざき よしみ、1984年10月9日 - ）は、日本の元タレント、元モデル、元リポーター。岡山県出身。音楽ユニット「なついろ」の元メンバー。 
愛称はよしみんで、音楽活動では山崎 好詩未（読み同じ）という名義を用いていた。

## 人物
- 関西の短期大学を卒業後、約2年間の会社勤務を経て、関西地方を中心にモデルとして活動。神戸コレクションや関西コレクションでショーモデルを務める[2]かたわら、『おはよう朝日です』（ABCテレビ）や『ガチ・キン』（ABCラジオ）など、在阪局制作のテレビ・ラジオ番組にもレギュラーで出演。
- 2012年8月29日、GIZAの新レーベル「D-GO」から「なついろ」という音楽ユニットでアーティストデビュー。キーボードと作詞を担当している（なついろの項目も参照）。
- 2016年10月末をもって、芸能・モデル活動を終了。事務所を退社した[3]。また、「なついろ」の活動も休止となった[4]。

## 出演

### テレビ
- 賢者の選択 - アシスタント
- おはよう朝日です（ABC） - リポーター
- 真夜中パンチィ（MBS） - アシスタント
- やかせて!ソーセージ（MBS） - アシスタント
- 堺日和（KTV）
- たかじんのそこまで言って委員会（ytv）
- アッピィーチャンネル（スカパー!・スカイ・A sports＋）

### ラジオ
いずれもABCラジオの生ワイド番組で、アシスタントを担当。
- ガチ・キン（2012年7月6日 - 2016年9月23日）
- おはようパーソナリティ道上洋三です（2015年8月10日 - 14日） - 本来のアシスタント・吉田詩織の夏季休暇に伴う代演

### CM
- 良品買館共演：石田純一
- 摂南大学
- 和歌山マリーナシティ
- 千里レジデンス
- チョーヤ梅酒「黒糖梅酒」（2010年1月 - ）
- サカイ引越センター「心配り編」（2011年1月 - ）

### スチール
- PANASONIC電子美容器具スチール 中国内イメージモデル（2011年4月 - ）
- 江坂ゴルフイメージモデル（2010年 - ）
- 兵庫県PR「あいたい兵庫」イメージモデル（2010年9月 - 12月）
- PANASONIC美容器具（2010年9月）
- KONAMI「プロ野球スピリッツ2010」（ゲーム内実写メインキャスト）
- 千趣会カタログ（レギュラー、2010年 - ）
- SANYOカタログ（年間イメージモデル、2009年 - ）
- 「Pretty」表紙モデル（2010年3月 - 8月号）
- タカラスタンダード　カタログ
- CanCam
- ミズノ「バイオギア」
- NTT「ハピキュ」
- 大阪ガス　ニュースリリース
- グリコポッキー/リーフレット
- アート引越センター　パンフレット
- 神戸コレクションBeauty Book
- PANASONIC
- セルフ大西